# Flustramorpha
Flustramorpha is een geslacht van mosdiertjes uit de familie van de Microporellidae. De wetenschappelijke naam van het geslacht werd voor het eerst geldig gepubliceerd in 1872 door de Gray.

## Soorten
De volgende soorten zijn bij het geslacht ingedeeld:
- Flustramorpha angusta Hayward & Cook, 1979
- Flustramorpha flabellaris (Busk, 1854)
- Flustramorpha marginata (Krauss, 1837)